# Oļegs Karavajevs
Oļegs Karavajevs (* 13. Februar 1961 in Barnaul, Region Altai als Oleg Borissowitsch Karawajew, Sowjetunion; † 6. Oktober 2020 in Deutschland) war ein sowjetischer, später lettischer Fußballtorwart russischer Abstammung.

## Sportliche Laufbahn

### Vereinskarriere
Karavajevs spielte in den 1980er-Jahren vor allem in der zweithöchsten Spielklasse der UdSSR. In der Spielzeit 1984 stand er für Kairat Alma-Ata in zwei Spielen in der Wysschaja Liga zwischen den Pfosten.
Nach Stationen in Jugoslawien und auf Zypern – unterbrochen von einer kurzen Stippvisite in seinem unabhängig gewordenen Heimatland – wechselte der 1,86 Meter große Torhüter im Sommer 1994 nach Deutschland. Mit dem FC Carl Zeiss Jena gelang ihm in der Spielzeit 1994/95 der Aufstieg aus der Drittklassigkeit in die 2. Bundesliga. Karavajevs war in 16 der 34 Spiele zum Einsatz gekommen. Ab Beginn der Saison 1995/96 hütete er das Tor des FSV Zwickau, der in diesem Jahr mit Rang 5 die beste Platzierung seiner vierjährigen Zweitligazugehörigkeit erreichte. Für die Westsachsen bestritt er insgesamt 74 Zweitliga- und 5 DFB-Pokalspiele unter dem Namen Oleg Karawajew. Nach dem Abstieg der Zwickauer 1998 ging der Torwart zurück nach Riga, wo er seine Karriere 1999 nach einem innerstädtischen Wechsel von Skonto zum FK beendete.
Nach dem Ende seiner Karriere lebte er in Deutschland und bestritt gelegentlich Einsätze für den SV 1874 Vielau.

### Auswahleinsätze
Zwischen 1992 und 1999 bestritt Karavajevs für die Nationalelf Lettlands 38 Länderspiele. Die Hälfte dieser Auswahleinsätze absolvierte er während seines Aufenthaltes in Deutschland – 4 als Spieler des FC Carl Zeiss und 15 als Profi des FSV Zwickau.